# Koninkrijk Mbata
Het Koninkrijk Mbata was een Bantoe-koninkrijk ten noorden van het Koninkrijk Mpemba Kasi, totdat het rond 1375 samenging met die staat om het Koninkrijk Kongo te vormen. De voornaamste voorouder van dit koninkrijk was de soeverein Nsaku Ne Vunda.
Volgens de stichtingsmythe van het Koninkrijk Kongo begon de eenwording met het huwelijk tussen Nimi a Nzinga en Lukeni Lua Sange, de dochter van Nsaku-Lau, de leider van het Mbatavolk.
Deze verbintenis verstevigde de alliantie tussen Mpemba Kasi en het naburige Mbatavolk, een samenwerking die de basis zou vormen voor het Koninkrijk Kongo. Uit hun huwelijk werd Lukeni Lia Nimi geboren, die later als eerste de titel Mutinù (koning) zou dragen. Dit gaf aanleiding tot de vorming van het Simbulukenivolk, dat tot op de dag van vandaag voortbestaat.

## Geschiedenis
Het Koninkrijk Mbata was een voorloper van het Koninkrijk Kongo en ontstond uit het huwelijk tussen Nimi a Nzima, leider van Mpemba Kasi, en prinses Luqueni Luansanze, dochter van koning Nsa-Cu-Clau van Mbata. Deze verbintenis versterkte de alliantie tussen beide volkeren. Uit hun huwelijk werd Lukemi Lua Nimi geboren (tussen 1367-1402), die als eerste de titel Mutinu (koning) zou aannemen.
Het krachtige leger van Mbata speelde een cruciale rol bij de verovering van het koninkrijk Mwene Kabunga, gelegen op een bergplateau in het zuiden. Deze verovering droeg bij aan de vorming van het Koninkrijk Kongo, waarover koning Lukemi Lua Nimi later als Mwene Kongo (letterlijk: koning van alle Kongo-koninkrijken) zou heersen. Vanwege zijn historische betekenis bleef Mbata een bevoorrechte positie innemen binnen het Koninkrijk Kongo. Het koningschap van Mbata werd niet door de Mwene Kongo benoemd, maar via de matrilineaire lijn geërfd door afstammelingen van Lukeni Luansanze.
Bekend om zijn handels- en diplomatieke tradities, waren de prinsen van Mbata traditioneel verantwoordelijk voor de diplomatie van het Koninkrijk Kongo.
Na de invoering van het Katholicisme en westerse gebruiken werd het koninkrijk bekend als het "Hertogdom Bambata" (Ba Mbata). Deze benaming bleef in gebruik tot de afschaffing van het Koninkrijk Kongo door de Portugese republikeinse regering in 1914, toen alle Kongo-koninkrijken officieel werden omgevormd tot kolonies. 

## Geografie

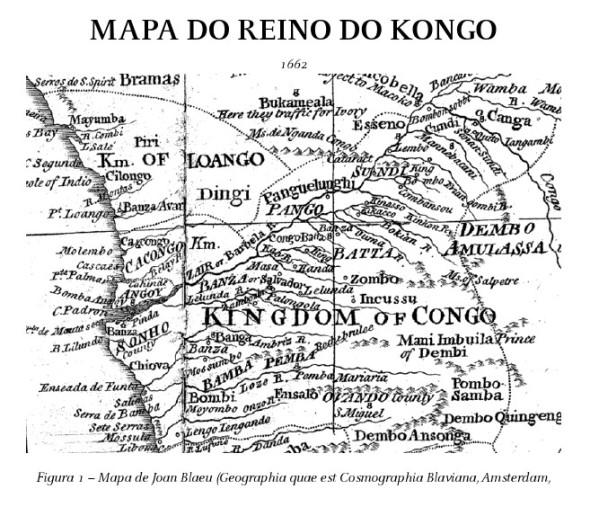
Kaart van het koninkrijk Congo in 1662

Volgens historici lag Mbata ten oosten van het Koninkrijk Kongo, nabij de Kwangorivier. Het was geen provincie maar een onafhankelijk koninkrijk dat zich had onderworpen aan de Koning van Kongo.
De titel Mani Mbata werd niet door de Koning van Kongo benoemd of gekozen. Deze verantwoordelijkheid lag bij de Nsaku-Kanda, en binnen deze familie werd de heerser verkozen door het volk van Mbata. Later ontstond er een machtsstrijd toen de Kimpassi-Kanda het recht op deze titel betwistte met de Kinsaku-Kanda.
Mbata had een krachtig leger om zichzelf te verdedigen tegen de Jaga's, de beruchte krijgers van naburige volkeren.
De hoofdstad van het Koninkrijk Mbata was de stad Makela Ma Zombo, gelegen in de gemeente Kibokolo, in de provincie Uíge, Noord-Angola.
Tegenwoordig is Maquela do Zombo een Angolese stad en gemeente in de provincie Uíge, bestaande uit de hoofdstedelijke gemeente (de stad Maquela do Zombo) en de gemeenten Beu, Cuilo Futa, Quibocolo en Sacandica.
Tussen de 16e eeuw en 1914 was het gebied bekend als het Hertogdom Bambata, een van de rijkste en machtigste regio’s binnen het Kongolese Rijk. De stad Maquela do Zombo had in 2014 een bevolking van 42.000, terwijl de hele gemeente 127.351 inwoners telde.

## Sociale structuur
De sociale organisatie van het koninkrijk Mbata weerspiegelt grotendeels de cultuur van Kongo. De basis van de sociale structuur is de clan, een groep individuen die door verwantschap met elkaar verbonden zijn. De leider van een dorp en van een groep mensen, ongeacht of zij bloedverwanten zijn maar zijn autoriteit erkennen, werd vroeger "soba" genoemd. Hij was doorgaans de eigenaar van enkele slaven en vrouwen.
De meeste clans in Mbata hanteren matrilineaire opvolging, hoewel de Zombo-bevolking ook patrilineaire clans erkent. Leiders met politieke macht in het koninkrijk, die afstammen van een mythische voorouder, krijgen de titel "mfumu".
De clan had een politieke functie, gedefinieerd door een economische basis en een territorium met het recht om rechtspraak en veiligheid te beheren. De leden hielpen elkaar, waarbij deze associatie werd uitgedrukt in termen van mystieke verwantschap of exogamie. De clan vormde, en vormt nog steeds, een tussenstructuur tussen de uitgebreide familie en de natie.
Door de mythische oorsprong en de connecties met de voorouders van de Zombo-bevolking en het Koninkrijk Kongo speelt spirituele macht een centrale rol in de Mbata-samenleving. De opperpriester van het koninkrijk stond oorspronkelijk bekend als Mani Vunda en werd ook "Taata" genoemd, een synoniem voor vader in de betekenis van patriarch van uteriene macht. De Mani Vunda, of Taata, was naast zijn rol als hoogste religieuze autoriteit in het koninkrijk ook van fundamenteel belang bij de kroning van de koningen van Mbata en Kongo.

## Politiek
De basis van de politieke autoriteit in het koninkrijk Mbata ligt bij het familiehoofd, dat de macht van de Kanda (afstamming) uitoefent. Een groep families vormt samen een clan, die wordt geleid door een "soba".
Leiders die met politieke macht zijn bekleed en afstammen van een mythische voorouder krijgen de titel "Mfumu", een titel die ook van toepassing is op prinsen.
Edelen met politieke autoriteit, zoals provinciale gouverneurs, rechters en priesters, dragen de titel "mani".
De koning van Mbata wordt eveneens aangeduid met de titel "mani", in dit geval "Mani Mbata". Hij was een van de twaalf keurvorsten die de koning van alle Kongo's, de Mwene Kongos, verkozen. Dit gaf de Mbata-koningen groot prestige binnen het Koninkrijk Kongo. Andere benamingen voor de koninklijke autoriteit waren "Ntim" en "Ntotiia".
De andere belangrijkste autoriteit binnen het koninkrijk Mbata was de opperpriester, oorspronkelijk bekend als Mani Vunda en ook als "Taata". Hij vertegenwoordigde de spirituele band met de voorouders van het koninkrijk en had de taak om de Mwene Kongo te kronen.
Daarnaast is een bijzonder voorrecht van het koninkrijk Mbata de controle over de zimbu-munteenheid, toegekend door de koning van Kongo. Deze verantwoordelijkheid lag bij een naaste verwant van de monarch, de Mani Kabunga, die de leiding had over de vrouwen die de zimbu verzamelden en verdeelden. De zimbu, een kaurischelp (wetenschappelijk bekend als Cauris cipraea moneta), werd gebruikt als betaalmiddel in het Koninkrijk Kongo en andere naburige koninkrijken en wordt tot op de dag van vandaag als waardevol beschouwd.